# Artère plantaire latérale

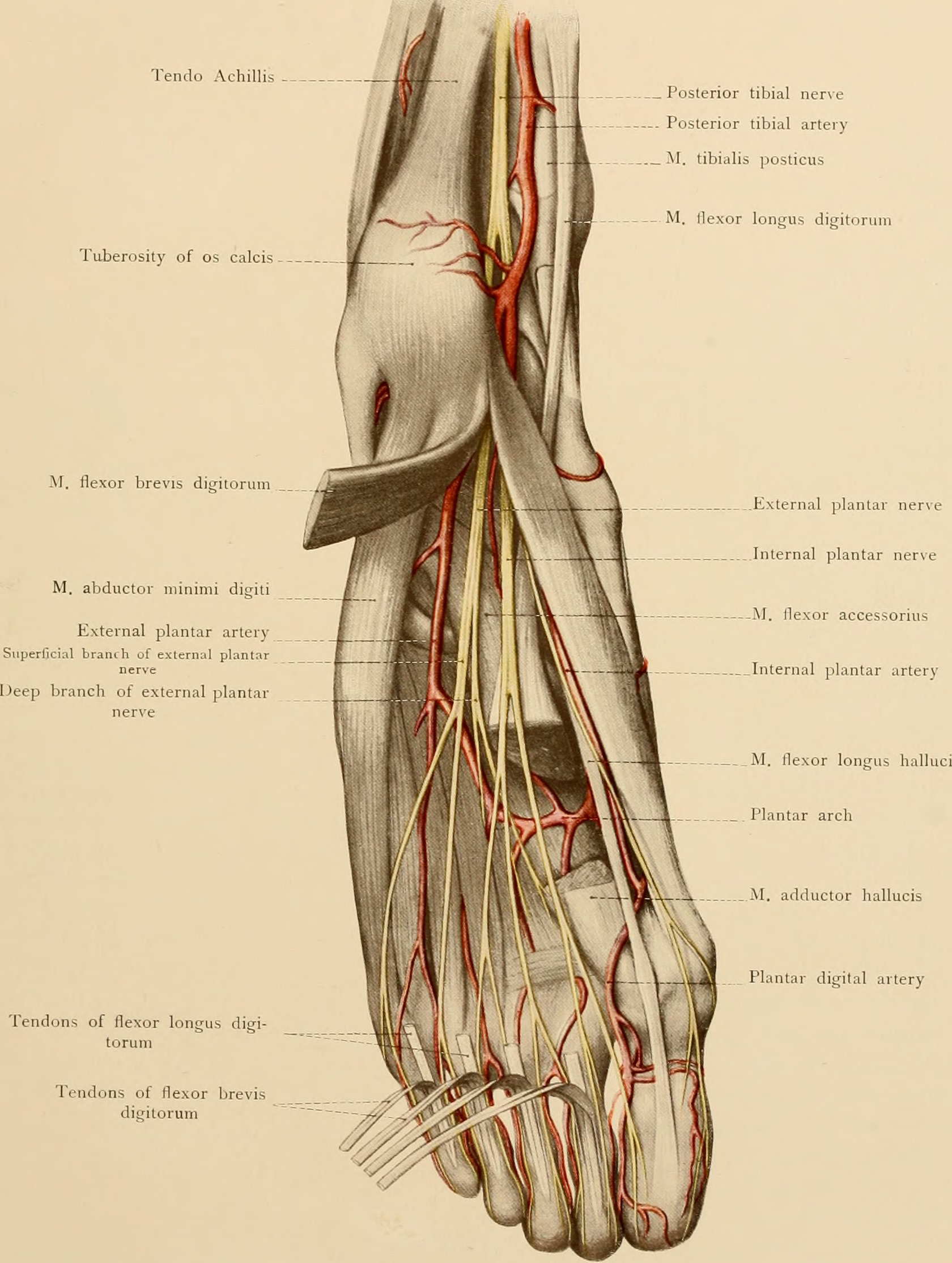
Vaisseaux et nerfs du pied.

L'artère plantaire latérale (ou artère plantaire externe) est une artère du membre inférieur située dans le pied.

## Origine
L'artère plantaire latérale est une branche terminale de l'artère tibiale postérieure. Elle nait sous la malléole médiale, au niveau de la face médiale du calcanéus,.

## Trajet
L'artère plantaire latérale se dirige en avant et en dehors jusqu’à la partie moyenne du bord latéral du pied. Elle s'incurve ensuite médialement, avec un angle de 80 degrés, vers la base du premier métatarsien en s'enfonçant sous les tendons du muscle fléchisseur commun des orteils.
L'artère suit le trajet de celui du nerf plantaire latéral,.

## Terminaison
L'artère plantaire latérale se termine au niveau de l'extrémité postérieure du premier espace interosseux du métatarse.
Elle donne avec l'artère dorsale du pied en formant alors l'arcade plantaire profonde.

## Zone de vascularisation
L'artère plantaire latérale irrigue tous les éléments de la plante du pied en dehors de la loge plantaire interne. 